# John Hay (Marineoffizier, 1827)

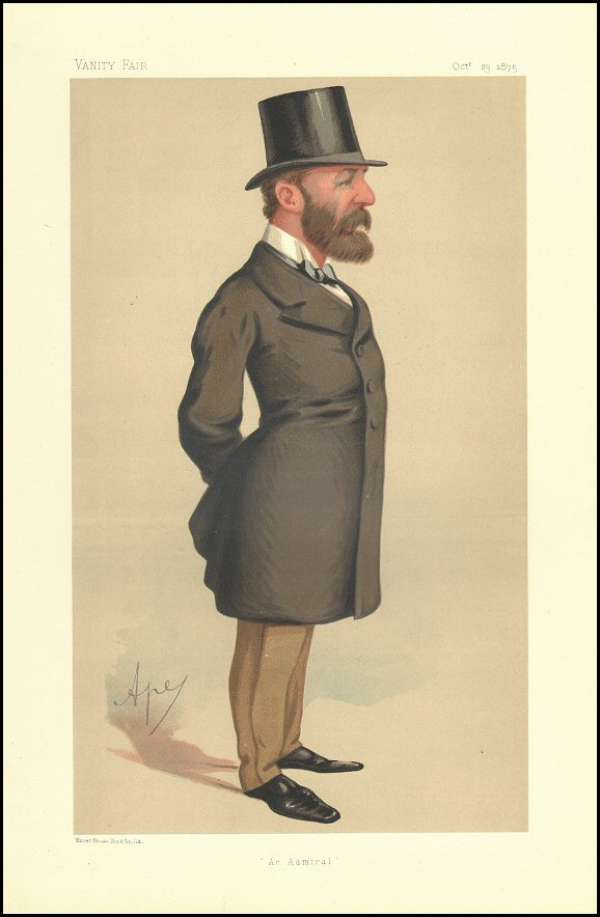
Lord John Hay, Karikatur in der Vanity Fair, 1875

Lord John Hay GCB (* 23. August 1827 in Genf, Schweiz; † 4. Mai 1916 in Fulmer, Buckinghamshire) war ein britischer Admiral und Politiker.

## Leben
Er war das neunte Kind und der vierte Sohn des George Hay, 8. Marquess of Tweeddale (1787–1876), aus dessen Ehe mit Lady Susan Montagu (1797–1870), Tochter des 5. Duke of Manchester. Als jüngerer Sohn eines Marquess führte er seit Geburt das Höflichkeitsprädikat Lord.
1839 trat er in die Royal Navy ein. 1842 nahm er an Bord der Fregatte Vestal im Marineverband East Indies and China Station am Ersten Opiumkrieg teil. 1846 wurde er zum Lieutenant befördert und diente ab 1848 auf Schiffen im Marineverband Mediterranean Fleet. 1851 wurde er zum Commander befördert und erhielt 1852 mit der Sloop Wasp sein erstes eigenes Kommando. 1854 wurde er im Krimkrieg als Teil der Naval Brigade an Land eingesetzt und zeichnete sich bei der Verteidigung von Jewpatorija im November 1854 aus, woraufhin er zum Captain befördert wurde. Im Januar 1855 wurde er bei der Belagerung von Sewastopol verwundet. Er wurde 1855 als Companion des Order of the Bath, als Ritter der französischen Ehrenlegion und mit dem Mecidiye-Orden vierter Klasse ausgezeichnet. Bis 1856 wurde er als Kommandant der Mörser-Fregatte Forte in der Ostsee eingesetzt.
1857 war er nach Großbritannien zurückgekehrt und wurde er als Abgeordneter der Liberal Party für Wick in Caithness ins House of Commons gewählt. Er hatte dieses Mandat bis 1859 inne. 1859 fuhr er wieder zur See und nahm als Kommandant der Fregatte Odin am Zweiten Opiumkrieg, insbesondere im August 1860 an der Schlacht um die Taku-Forts teil. Ab 1861 diente er als Commodore der East Indies and China Station.
1866 wurde er als Abgeordneter für Ripon in Yorkshire erneut in House of Commons gewählt und amtierte zeitweise als Lord der Admiralität. 1871 legte er sein Parlamentsmandat nieder und fuhr als Kommandant des in Devonport stationierten Panzerschiffs Hotspur wieder zur See.
1872 wurde er zum Rear-Admiral befördert und zum stellvertretenden Oberbefehlshaber der Channel Squadron ernannt. 1877 wurde er Vice-Admiral und Oberbefehlshaber der Channel Squadron. 1878 wurde er ins Mittelmeer beordert und nahm an der Besetzung von Zypern teil. Von 1880 bis 1883 amtierte er als Zweiter Seelord und wurde 1881 zum Knight Commander des Order of the Bath erhoben. Von 1883 bis 1886 war er Oberbefehlshaber der Mediterranean Fleet, unterstützte in dieser Funktion 1184 die erfolglose Nilexpedition zum Entsatz von Major-General Charles George Gordon in Khartum. 1884 wurde er zum Admiral befördert.
Von März bis August 1886 amtierte er als Erster Seelord und im Juli 1886 wurde er zum Knight Grand Cross des Order of the Bath erhoben. Von 1887 bis 1888 war er Oberbefehlshaber des Flottenstützpunktes Devonport und wurde am 15. Dezember 1888 zum Admiral of the Fleet befördert. Im August 1897 trat er schließlich in den Ruhestand und schied aus dem Marinedienst aus.
Er starb 1916 im Alter von 88 Jahren in seinem Haus Fulmer Place in Fulmer, Buckinghamshire.

## Ehe und Nachkommen
1876 heiratete er Annie Christina Lambert († 1932), Tochter des Unterhausabgeordneten Nathaniel Grace Lambert (1811–1882). Mit ihr hatte er vier Kinder:
- John Arthur Lambert Hay (1877–1944), Commander der Royal Navy;
- Minnie Christina Brenda Hay (1880–1954), ⚭ 1905 Sholto Charles Douglas, Lord Aberdour (1878–1911), Sohn des 19. Earl of Morton;
- Thomas William Hay (1882–1956), Unterhausabgeordneter, Lieutenant-Colonel der Leicestershire Yeomanry;
- Annie Norna Hay (1885–1886), starb jung.